# 赤い蕾と白い花
『赤い蕾と白い花』（あかいつぼみとしろいはな）は、石坂洋次郎の小説『寒い朝』を原作とした日本映画である。カラー・日活スコープ・80分。
1959年の『若い素顔』（松竹製作）に続き1962年、2度目の映画化作品。6月10日公開。吉永小百合・浜田光夫による青春映画である。製作時の映画タイトルは『寒い朝』であったが、公開が6月であったため『赤い蕾と白い花』となった。岩淵真知子役は『若い素顔』と同じ高峰三枝子が演じている。監督は西河克己。

## キャスト
- 岩淵とみ子：吉永小百合
- 三輪重夫：浜田光夫
- 三輪貞一：金子信雄
- 岩淵真知子：高峰三枝子
- 岩淵かね：北林谷栄
- 柳屋のおかみ：武智豊子
- 柳屋の女中：福田トヨ
- 桶川：堀恭子
- 宮本：相馬幸子
- 島中家政婦：早川名美
- 看護婦：佐川明子
- 藤林医師：左卜全
- 女生徒A：千代侑子
- 女生徒B：金井克予
- 女生徒C：葵真木子
- 電車の中のおかみさん：漆沢政子
- ラーメン屋の店員：光沢でんすけ
- 航空会社の係員：紀原土耕

## スタッフ
- 製作：日活
- 監督：西河克己
- 助監督：白鳥信一
- 脚本：池田一朗
- 撮影：岩佐一泉
- 音楽：池田正義
- 美術：佐谷晃能
- 照明：安藤真之助
- 音楽：池田正義
- 録音：中村敏夫
- 編集：鈴木晄
- スチル：斎藤誠一

## 主題歌
吉永小百合・和田弘とマヒナスターズ 「寒い朝」

## 映像ソフト
- 2012年6月12日より、日活DVD「日活青春映画」シリーズの一本として、DVDが発売されている。

## 同時上映
『帰ってきた旋風児』
- 原作：川内康範 / 脚本：石松愛弘 / 監督：野口博志 / 主演：小林旭
- 『旋風児』シリーズ第5作。